# Большая Верейка (село)
Больша́я Вере́йка — село в Рамонском районе Воронежской области. Административный центр Большеверейского сельского поселения.

## География
Село находится в месте слияния рек Большая Верейка и Быстрик, на расстоянии 30 км к северо-западу от посёлка городского типа Рамонь, административного центра района, и 40 км к северо-западу от города Воронеж, административного центра области.

### Часовой пояс
Село Большая Верейка, как и вся Воронежская область, находится в часовой зоне МСК (московское время). Смещение применяемого времени относительно UTC составляет +3:00.

## Население
| 1859 | 1897  | 2010 |
| ---- | ----- | ---- |
| 4218 | ↘4005 | ↘862 |

## Улицы
| - ул. Гагарина, - ул. Дружба, - ул. Зелёная, - ул. Колосова, | - ул. Крылова, - ул. Нагорная, - ул. Октябрьская, - ул. Пролетарская, | - ул. Советская, - ул. Солнечная, - ул. Торговая. |

## Известные уроженцы
- Колосов, Василий Васильевич (1905—1943) — советский военнослужащий, красноармеец, Герой Советского Союза.